# 肖西·圖伊佩勒哈克
肖西·圖伊佩勒哈克，原名肖西·法塔菲希·圖泰托科塔哈，是一名湯加政治人物，於1905年短暫擔任湯加首相。圖伊佩勒哈克是一個傳統的非常高級的湯加頭銜，他是第四任圖伊佩勒哈克。
他是喬治·圖普一世的孫子及喬治·圖普二世的父親。